# Деда
Деда (рум. Deda) — село у повіті Муреш в Румунії. Адміністративний центр комуни Деда.
Село розташоване на відстані 294 км на північ від Бухареста, 50 км на північний схід від Тиргу-Муреша, 98 км на схід від Клуж-Напоки.

## Населення
За даними перепису населення 2002 року у селі проживали 1946 осіб.
Національний склад населення села:
| Національність | Кількість осіб | Відсоток |
| -------------- | -------------- | -------- |
| румуни         | 1799           | 92,4%    |
| цигани         | 136            | 7,0%     |
| угорці         | 10             | 0,5%     |

Рідною мовою назвали:
| Мова      | Кількість осіб | Відсоток |
| --------- | -------------- | -------- |
| румунська | 1898           | 97,5%    |
| циганська | 38             | 2,0%     |
| угорська  | 10             | 0,5%     |